# Baudina naturalistae
Baudina naturalistae is een mosdiertjessoort uit de familie van de Pasytheidae. De wetenschappelijke naam van de soort is voor het eerst geldig gepubliceerd in 2009 door Gordon.